# Велике Молотово
Велике Мо́лотово (рос. Большое Молотово) — присілок у складі Варгашинського району Курганської області, Росія. Входить до складу Мостовської сільської ради.
Населення — 105 осіб (2010, 203 у 2002).